# Sophia-Antipolis
Sophia Antipolis è un parco tecnologico sito tra le città francesi di Nizza e Cannes, nell'entroterra di Antibes, in Costa Azzurra; il parco, che si estende per circa 2300 ettari, si trova in gran parte nel comune di Valbonne, ma è diviso tra i comuni di Antibes, Biot, Vallauris, Valbonne e Mougins.
È stato formato nel 1970, su idea di Pierre Laffitte, uno scienziato francese, e ospita aziende soprattutto di informatica, elettronica, telecomunicazioni, biotecnologie e farmacologia; inoltre ospita le sedi di numerose istituzioni, come la sede europea di W3C.
Vi ha sede EURECOM, istituto di livello universitario per la formazione di ingegneri delle telecomunicazioni.
Il nome è dato dalla composizione di Sophia, nome della moglie di Lafitte (Sophie Glikman-Toumarkine) e nome della dea greca della saggezza, e Antipolis, l'antico nome della cittadina di Antibes.
Tra le altre, ospita le sedi di:
- Alcatel
- Alten[2]
- Amadeus IT Group
- Aqua Lung International, 300 rue du Vallon - Les Vaisseaux
- ARM Holdings
- AT&T
- Fortinet
- Hitachi
- Hewlett-Packard
- Accenture
- NicOx
- Air France
- Philips Electronics
- IBM
- European Telecommunications Standards Institute (ETSI)
- École nationale supérieure des mines de Paris
- INRIA, unità di Sophia-Antipolis
- European Research Consortium for Informatics and Mathematics (ERCIM), divisione europea del World Wide Web Consortium
- SKEMA Business School
- Siemens AG
- Texas Instruments